# たかしまあきひこ
たかしま あきひこ（1943年5月24日 - 2016年10月16日）は、日本の作曲家、編曲家。東京府（現：東京都）出身。
本名は高島 明彦（読み同じ）で、本名名義での作品も存在する。

## 来歴・人物
1968年に東京藝術大学作曲科を卒業。山本直純門下生であり、山本が音楽を担当していたTBSのバラエティ番組『8時だョ!全員集合』では山本のアシスタントを務める。
1970年代からは、山本から役目を引き継いで『全員集合』の音楽を担当したほか、『ドリフ大爆笑』（フジテレビ）のテーマ曲やBGM、ザ・ドリフターズのオリジナル曲、および志村けんのバラエティ番組挿入曲などの作曲・編曲を手がける。またドリフターズ関連以外にも、テレビドラマ・テレビアニメや映画等の劇伴音楽、バラエティ番組のBGM、報道番組のテーマ曲、CMソング等の作曲・編曲を数多く手がけた。
とりわけフジテレビの昭和末期の番組にはなくてはならない人物であり、イザワオフィス系のお笑い番組のテーマのほか劇中BGM、オチ音まですべて手掛けていたほか、イザワ以外のバラエティ番組も多く担当している。
この業績から、80年代後半の大規模なフジテレビ報道番組改革事業の目玉にこれまで深井史郎、深町純、冨田勲などを使用していたテーマ曲を廃し、朝から夜までのFNNのニュースすべてのテーマ曲づくりを任されるという大抜擢を受けている。
1984年10月1日から1997年3月30日まで12年半放送された、夕方の『FNNスーパータイム』（フジテレビ以外はタイトル差し替え）ではオープニングテーマ・エンディングテーマ・アタック音・CM前ジングル・CM後のBGM・スポーツコーナーのテーマ曲などを手掛けていた。
『FNNニュース』『FNNニュースレポート』（自身が手掛けていた11:30は除く）『産経テレニュースFNN』テーマ曲は、1984年4月2日から2015年3月29日まで31年間使用された定番曲であった。『火曜ワイドスペシャル』が『ドリフ大爆笑』だった日は夜7時半から夜8時54分のニュースまでたかしまの音楽がふんだんに使用されることもあった。
2016年10月16日午後11時12分、膵臓癌のため逝去。73歳没。
子息のたかしまかんた（KANTA）も音楽家で、同じくテレビ番組向けの音楽の編曲を主に手がけている。

## 主な作品

### 歌
- ザ・ドリフターズ「ちょっとだけョ!全員集合」（1973年・TBS『8時だョ!全員集合』より）【編曲】
- ザ・ドリフターズ「ドリフのビバノン音頭」（1973年・TBS『8時だョ!全員集合』より）【編曲】
- 加藤茶「加藤茶のはじめての僕デス」（1976年）【編曲】
- 志村けん「志村けんの全員集合 東村山音頭」（1976年・TBS『8時だョ!全員集合』より）【編曲】
- ザ・ドリフターズ「ゴー・ウェスト」（1978年・TBS『飛べ!孫悟空』挿入歌）【作曲・編曲】
- 大泉滉「UFO音頭」（1978年）【編曲】
- 水森亜土「ワイワイワールド」（1982年・フジテレビ『Dr.スランプ アラレちゃん』オープニングテーマ）【編曲】
- 三輪勝恵「きてよパーマン」（1983年・テレビ朝日『パーマン』オープニングテーマ）【編曲】
- 古田喜昭「パーマンはそこにいる」（1983年・テレビ朝日『パーマン』エンディングテーマ）【編曲】
- 坂本九・東京放送児童合唱団「馬のシッポ ぶたのシッポ」（1983年・NHK『みんなのうた』より）【編曲】
- 志村けん&田代まさしとだいじょうぶだぁファミリー「ウンジャラゲ」（1988年・フジテレビ『志村けんのだいじょうぶだぁ』より）【編曲】
- お兄さん（志村けん）とお姉さん（石野陽子）「パイのパイのパイ体操」（1989年・フジテレビ『志村けんのだいじょうぶだぁ』より）【作曲・編曲】
- 小林幸子「のら猫どらスケの夢」（1990年・NHK『みんなのうた』より）【編曲】
- 岡崎裕美「そわそわカレンダー」（1992年・NHK『みんなのうた』より）【作曲・編曲】
- 田中星児・東京放送児童合唱団「ジャガイモジャガー」（1991年・NHK『みんなのうた』より）【編曲】
- 田中星児・東京放送児童合唱団「エトはメリーゴーランド」（1992年・NHK『みんなのうた』より）【編曲】
- バカ殿様とミニモニ。姫「アイ〜ン体操」（2002年）【作曲】
- ささきいさお「象だゾウ」（2004年・NHK『みんなのうた』より）【編曲】
- 山崎バニラ「わらしのうた」（2010年・NHK『みんなのうた』より）【作曲・編曲】

### テレビ番組

#### バラエティ
- 8時だョ!全員集合（TBS・1969年10月 - 1985年9月）
- ドリフ大爆笑（フジテレビ・1977年2月 - ）
- 飛べ!孫悟空（TBS・1977年10月 - 1979年3月）
- ドリフと女優の爆笑劇場（テレビ朝日・1981年12月 - 1987年9月）
- たのきん全力投球!（TBS・1982年4月 - 1983年3月）
- プロ野球珍プレー好プレー大賞（フジテレビ・1983年11月 - 1985年11月）
- しゃれっぽクラブ（TBS・1985年11月 - 1986年3月）
- GOGOサンデー（TBS・1985年4月 - 1985年11月）
- 加トちゃんケンちゃんごきげんテレビ（TBS・1986年1月 - 1992年3月）
- 志村けんのバカ殿様（フジテレビ・1986年 - ）
- 紳助・俵太のここ一番（TBS・1986年4月 - 9月）
- ゲーム・史上最大の作戦（TBS・1986年10月 - 1987年3月）
- 志村けんの失礼しまぁーす!（日本テレビ・1986年10月 - 1987年9月）
- 加トちゃんケンちゃん光子ちゃん（フジテレビ・1987年10月 - 1994年5月）
- 志村けんのだいじょうぶだぁ（フジテレビ・1987年11月 - 1993年9月）
- 加トちゃんケンちゃんスペシャル（テレビ朝日・1989年 - 1991年）
- 新春かくし芸大会（フジテレビ・1990年 - 2010年）【編曲】
- KATO&KENテレビバスターズ（TBS・1992年4月 - 1992年9月）
- 24時間テレビ（日本テレビ・1992年 - 2016年）【編曲】
- 志村けんはいかがでしょう（フジテレビ・1993年10月 - 1995年9月）
- 志村けんのオレがナニしたのヨ?（フジテレビ・1995年10月 - 1996年3月）
- けんちゃんのオーマイゴッド（フジテレビ・1996年4月 - 1996年9月）
- 志村X（フジテレビ・1996年10月 - 1997年9月）
- Shimura-XYZ（フジテレビ・1997年10月 - 1998年3月）
- Shimura-X天国（フジテレビ・1998年4月 - 2000年9月）
- 加ト・けん・たけしの世紀末スペシャル!!（フジテレビ・1998年12月）
- 爆笑伝説!志村けんの変なおじさんVSネプチューン大決戦!!（フジテレビ・1999年12月）
- 変なおじさんTV（フジテレビ・2000年10月 - 2002年9月）
- 志村流（フジテレビ・2002年10月 - 2004年3月）
- 加トちゃんケンちゃんドリフの全て見せますスペシャル（TBS・2004年4月）
- 志村塾（フジテレビ・2004年4月 - 2004年9月）
- 志村通（フジテレビ・2004年10月 - 2005年9月）
- 志村けんのだいじょうぶだぁII（フジテレビ・2005年10月 - 2008年3月）
- 志村屋です。（フジテレビ・2008年4月 - 2010年4月）
- 志村軒（フジテレビ・2010年4月 - 2012年3月）

#### クイズ
- クイズダービー（TBS・1981年 - 1992年12月）
- ザ・チャンス（TBS・1979年4月 - 1986年10月）
- 人生ゲームハイ&ロー（TBS・1979年10月 - 1982年9月）
- 仰天!くらべるトラベル（TBS・1991年4月 - 1991年9月）
- クイズまるごと大集合（TBS）

#### ドラマ
- ワンパク番外地（東京12チャンネル・1971年4月 - 7月）
- シンデレラの海（東海テレビ・1973年2月 - 5月）
- 私は許さない（東海テレビ・1973年11月 - 1974年2月）
- めしはまだか（NET・1974年4月 - 9月）
- 愛ぬすびと（東海テレビ・1974年4月 - 8月）
- わたしは女（東海テレビ・1974年10月 - 1975年1月）
- 花くらべ（東海テレビ・1975年3月 - 6月）
- 満天の星（東海テレビ・1976年2月 - 4月）
- 渚より愛をこめて（1976年8月 - 10月）
- 赤とんぼ（東海テレビ・1978年）
- 二百三高地 愛は死にますか（TBS・1981年1月 - 2月）
- ニュードキュメンタリードラマ昭和 松本清張事件にせまる 第18回「東條英機暗殺の夏」（テレビ朝日・1984年8月/高島明彦名義）
- 赤い秘密（TBS・1985年7月 - 1985年9月/高島明彦名義）
- 木曜ドラマストリート「明日を殺さないで」（フジテレビ・1985年10月）
- ガキ大将がやってきた（TBS・1987年4月 - 9月）
- オレの妹急上昇（フジテレビ・1987年10月 - 1988年3月）
- 熱っぽいの!（フジテレビ・1988年4月 - 1988年7月/高島明彦名義）
- 愛する（中部日本放送・1988年10月）
- パパと呼ばせて!（テレビ東京・1992年1月 - 2月）

#### ニュース・情報番組
- NHK・ニュースハイライト（NHK・1982年 - 1986年）
- FNNモーニングワイド ニュース&スポーツのテーマ（フジテレビ・1982年4月 - 1986年3月）
- FNNニュースレポート11:30（フジテレビ・1982年4月 - 1987年9月）
- サントリー スポーツ天国（フジテレビ・1983年4月 - 1985年9月）
- FNNニュース／FNNニュースレポート（11:30を除く）／産経テレニュースFNN（フジテレビ・1984年4月 - 2015年3月）
- FNNスーパータイム（フジテレビ・1984年10月 - 1997年3月）
- スポーツ特Q（フジテレビ・1985年10月 - 1986年9月）
- FNNモーニングコール（フジテレビ・1986年4月 - 1990年3月）
- FNNニュース工場（フジテレビ・1987年4月 - 1987年9月）
- FNNスピーク（フジテレビ・1987年10月 - 1992年3月）
- FNN DATELINE（フジテレビ・1987年10月 - 1989年3月）
- トークシャワー（フジテレビ・1989年4月〜1990年3月）
- FNN朝駆け第一報（フジテレビ・1990年4月 - 1991年4月）

#### アニメ・子供向け
- 草原の少女ローラ（TBS・1975年10月 - 1976年3月）
- パーマン（テレビ朝日・1983年 - 1985年）
- 英語であそぼ（NHK教育テレビ・1993年4月 - 1995年3月）
- のりもの探検隊（バンダイビジュアル、NHKサービスセンター・1995年 - 2005年）
- くらしにプラス!住宅用消火器（日本消火器工業会、VISION+・2014年）

#### 音楽
- BS日本のうた（NHK衛星第2テレビ） - テーマ曲作曲および番組内の楽曲の編曲・指揮を担当。
- NHK歌謡コンサート（NHK総合テレビ） - 編曲を担当。
- うたコン（NHK総合テレビ） - 音楽監督および指揮を担当。

### ラジオ
- おはようラジオセンター（NHKラジオ第1放送）
- ダイヤルA.B.C☆E（TBSラジオ） - コーナー音楽の作曲を担当。

### 映画
- 野良猫ロック マシン·アニマル（1970年・日活）
- 大事件だよ全員集合（1973年・松竹）
- ピーマン80（1979年・TBS）
- 野獣死すべし（1980年・東映、角川春樹事務所）
- 二百三高地（1980年・東映）
- ダンプ渡り鳥（1981年・東映）※編曲のみ
- パーマン バードマンがやって来た!!（1983年・東宝）
- 童貞物語（1986年）
- ビー・バップ・ハイスクール 高校与太郎完結篇（1988年・東映）

### ビデオ映画
- 野獣駆けろ（1990年・東映ビデオ）※高島明彦名義

### CMソング
- エバラ焼肉のたれ
- サモンエース（大正製薬）
- ワイパアエースゾル（大正製薬）
- 大正殺虫ゾル（大正製薬）
- スバルレックス
- ソルトサンスター
- サンスターVO5
- デミュートサンスター
- ビゲンヘアカラー
- マキタ電動工具
- 白元・ノンスメル
- ヤマサ醤油フレーブ
- ボンカレー（大塚食品）
- セブン-イレブン
- ジャノメミシン
- サクラクレパス
- ポッカ
- 安田火災海上
- くいだおれ
- チロルチョコレート
- 月桂冠
- 武田食品いの一番
- JARO日本広告審査機構「文字アニメ編」

### マンドリン
マンドリン奏者の竹内郁子が主宰する東京マンドリンアンサンブルの作曲家・編曲家・指揮者としても活動していた。
- マンドリン合奏の為の序曲
- マンドリン協奏曲
- 日本民謡と日本古謡によるラプソディー
- 100人のマーチ

### その他
- OPENING（柏市立柏高等学校吹奏楽部のテーマ）【作曲】